# Цемиров, Александр Николаевич
Алекса́ндр Никола́евич Цемиров (XVIII век, Российская империя — не ранее 1844, Российская империя) — российский военнослужащий, генерал-майор (1833), участник Отечественной войны 1812 года.

## Биография
Окончил Дворянский полк и в чине прапорщика 19 марта 1812 года зачислен в Азовский пехотный полк. С 22 августа 1812 был в десанте на корабле «Смелый» из Гельсингфорса в Ревель. Азовский пехотный полк 10 сентября 1812 года прибыл из Финляндии к театру боевых действий и под началом Витгенштейна участвовал в сражениях при Чашниках (с 19 октября), Смолянцах (с 13 ноября) и Старом Борисове (с 14 ноября).
С 11 апреля 1813 года был в походе в Пруссии; с 19 мая — при блокаде Данцига; 17 августа — при отражении вылазки из крепости; 18 марта 1814 года — при взятии Парижа.
30 октября 1813 года переведён в Финляндский лейб-гвардии полк, а 22 октября 1817 года — в Волынский лейб-гвардии полк. Был адъютантом генерала Ермолова.
6 декабря 1827 года в чине полковника назначен командиром 48-го егерского полка в должности которого оставался до 27 марта 1832 года. В 1831 году участвовал в военных действиях против польских мятежников. 19 марта в сражении при Великой Дембе ранен пулей в плечо; 17 августа — в сражении при Мендзржичах.
В связи с ранением, 8 июля 1833 года в чине генерал-майора был уволен со службы с пенсионом полного жалованья.
16 мая 1844 года был внесён в III часть ДРК Рязанской губернии. За ним числилось 80 душ в селе Свистовка Михайловского уезда.

## Чины
- прапорщик (19.03.1812)
- подпоручик (2.03.1817)
- поручик (26.01.1818)
- штабс-капитан (10.06.1819)
- капитан (14.05.1821)
- полковник (23.01.1824)
- генерал-майор (08.07.1833)[3]

## Награды
- Медаль «В память Отечественной войны 1812 года» (1813)
- Медаль «За взятие Парижа» (1814)
- Орден Святой Анны IV степени
- Орден Святой Анны II степени с императорской короной (5 августа 1829)
- Орден Святого Владимира III степени (14 октября 1831)

## Семья
- Отец — Николай Иванович Цемиров (1773—1833), поручик. С 22 апреля 1787 года служил сержантом в лейб-гвардии Мушкетерском полку; в отставке с 1 января 1789 года в чине армии поручика. Помещик Спасского и Михайловского уезда, коллежский секретарь. За ним состояло 112 душ в Михайловском уезде.
- Мать — Матрёна Михайловна Цемирова (в девичестве Васильева; 1775 — ?).
  - Брат — Михаил Николаевич Цемиров (1800 — ?) гвардии штабс-капитан.
- Жена — Екатерина Александровна (в девичестве Слуцкая), дочь Александра Николаевича Слуцкого (1765 — 17.01.1838); в первом браке замужем за генерал-майором Л. И. Пинабель.
  - Сын — Александр Александрович Цемиров (? — 1.11.1896).